# Rosa Chacel

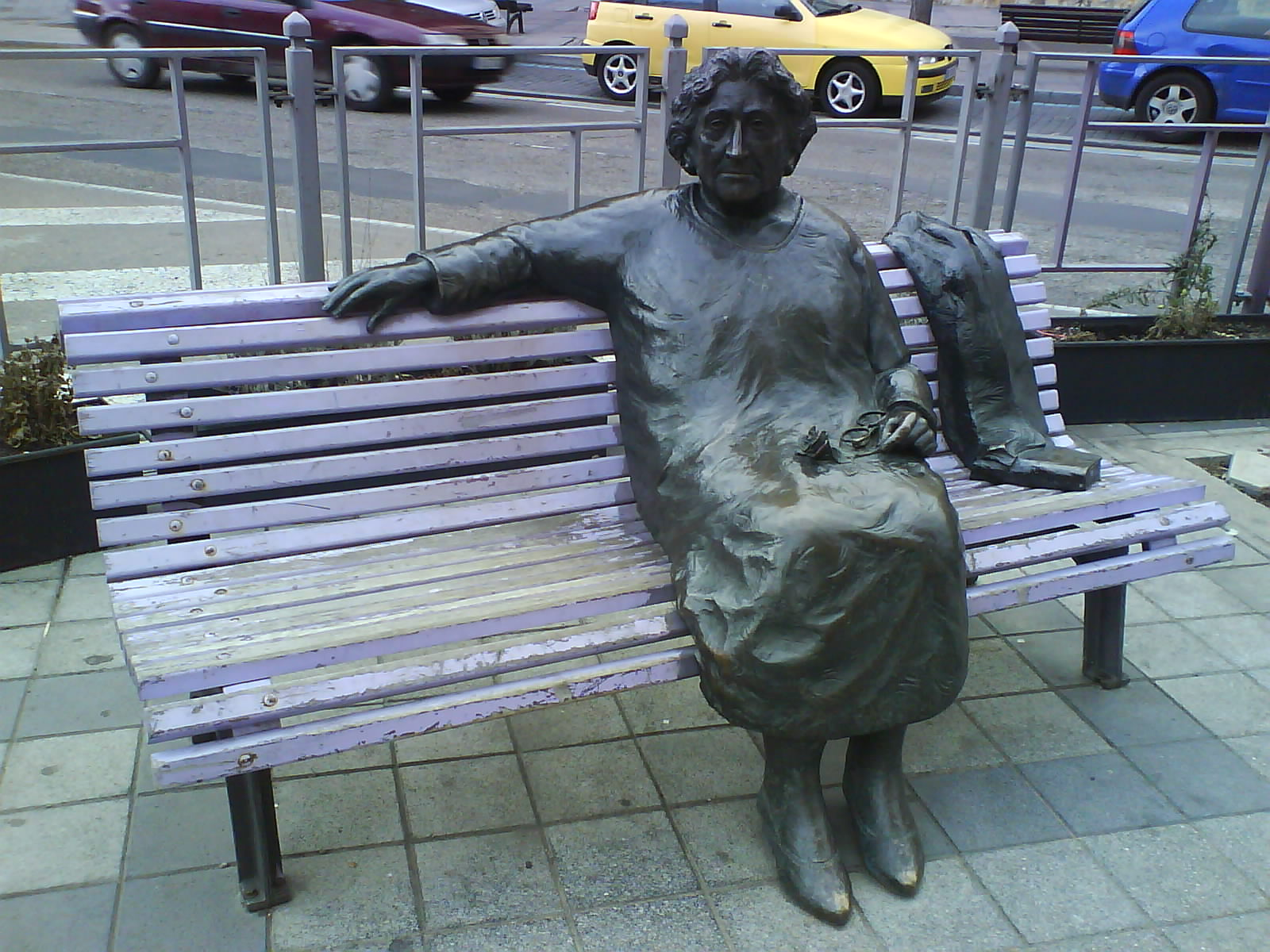
Rosa Chacel på en parkbänk i Valladolid.

Rosa Chacel, född den 3 juni 1898 in Valladolid, död den 27 juli 1994 i Madrid, var en spansk författare som bland annat var inspirerad av feminismen. Sin första roman "Estacion, Ida y Vuelta" skrev hon 1930. 

## Priser
- 1959 mottog hon Guggenheim Fellowship-priset, som hon utnyttjade till en resa till New York för att skriva.
- 1989 mottog hon en Doctor Honoris Causa degree av University of Valladolid.
- 1987 mottog hon "National Award of the Letters (writing)", en belöning för de bästa spanska författarna.
- 1990 mottog hon "Premio Castilla y Leon de las letras" ("Castilla y Leon award of the letters"), ett pris där det är kungen som väljer pristagarna.